# Élections municipales de 2013 dans Le Granit
Pour un article plus général, voir Élections municipales de 2013 en Estrie.
Cet article concerne les élections municipales de 2013 en Estrie dans la municipalité régionale de comté de Le Granit.

## Audet
| Candidats pour la mairie       | Vote | %     |
| ------------------------------ | ---- | ----- |
| Guylaine Bilodeau              | 239  | 63,23 |
| Steve Vallerand                | 139  | 36,77 |
| Taux de participation : 68,1 % |      |       |

| Candidats conseiller #1 | Vote            | %               |
| ----------------------- | --------------- | --------------- |
| Suzanne Dubois          | Sans opposition | Sans opposition |

| Candidats conseiller #2    | Vote            | %               |
| -------------------------- | --------------- | --------------- |
| Marthe Bélanger (Sortante) | Sans opposition | Sans opposition |

| Candidats conseiller #3     | Vote            | %               |
| --------------------------- | --------------- | --------------- |
| Jean-Marc Grondin (Sortant) | Sans opposition | Sans opposition |

| Candidats conseiller #4      | Vote            | %               |
| ---------------------------- | --------------- | --------------- |
| Nathalie Grégoire (Sortante) | Sans opposition | Sans opposition |

| Candidats conseiller #5 | Vote            | %               |
| ----------------------- | --------------- | --------------- |
| Danielle Provencher     | Sans opposition | Sans opposition |

| Candidats conseiller #6 | Vote            | %               |
| ----------------------- | --------------- | --------------- |
| Jean-Yves Nadeau        | Sans opposition | Sans opposition |

## Courcelles
| Candidats pour la mairie | Vote            | %               |
| ------------------------ | --------------- | --------------- |
| Mario Quirion (Sortant)  | Sans opposition | Sans opposition |

| Candidats conseiller #1 | Vote | %     |
| ----------------------- | ---- | ----- |
| Gino Giroux             | 270  | 53,36 |
| André Labonté (Sortant) | 236  | 46,64 |

| Candidats conseiller #2 | Vote | %     |
| ----------------------- | ---- | ----- |
| Claude Goulet (Sortant) | 236  | 46,64 |
| Tommy Rusnak            | 196  | 38,74 |
| Alain Gosselin          | 74   | 14,62 |

| Candidats conseiller #3   | Vote            | %               |
| ------------------------- | --------------- | --------------- |
| Diane Rancourt (Sortante) | Sans opposition | Sans opposition |

| Candidats conseiller #4 | Vote            | %               |
| ----------------------- | --------------- | --------------- |
| Hugues Arguin (Sortant) | Sans opposition | Sans opposition |

| Candidats conseiller #5   | Vote | %     |
| ------------------------- | ---- | ----- |
| Francis Bélanger          | 375  | 73,39 |
| Léon Longchamps (Sortant) | 136  | 26,61 |

| Candidats conseiller #6   | Vote            | %               |
| ------------------------- | --------------- | --------------- |
| Renaud Gosselin (Sortant) | Sans opposition | Sans opposition |

## Frontenac
| Candidats pour la mairie       | Vote | %     |
| ------------------------------ | ---- | ----- |
| Jean-Denis Cloutier (Sortant)  | 606  | 84,28 |
| Robert Gagnon                  | 113  | 15,72 |
| Taux de participation : 52,3 % |      |       |

| Candidats district #1 | Vote            | %               |
| --------------------- | --------------- | --------------- |
| Marco Audet           | Sans opposition | Sans opposition |

| Candidats district #2 | Vote            | %               |
| --------------------- | --------------- | --------------- |
| Mélanie Martineau     | Sans opposition | Sans opposition |

| Candidats district #3 | Vote            | %               |
| --------------------- | --------------- | --------------- |
| Sonya Provost         | Sans opposition | Sans opposition |

| Candidats district #4  | Vote            | %               |
| ---------------------- | --------------- | --------------- |
| Gaby Gendron (Sortant) | Sans opposition | Sans opposition |

| Candidats district #5 | Vote            | %               |
| --------------------- | --------------- | --------------- |
| Simon Couture         | Sans opposition | Sans opposition |

| Candidats district #6 | Vote | %     |
| --------------------- | ---- | ----- |
| Marcel Pépin          | 93   | 61,59 |
| Gilles Roy (Sortant)  | 58   | 38,41 |

## Lac-Drolet
| Candidats pour la mairie    | Vote            | %               |
| --------------------------- | --------------- | --------------- |
| Marielle Fecteau (Sortante) | Sans opposition | Sans opposition |

| Candidats conseiller #1   | Vote            | %               |
| ------------------------- | --------------- | --------------- |
| Léo-Paul Bolduc (Sortant) | Sans opposition | Sans opposition |

| Candidats conseiller #2  | Vote            | %               |
| ------------------------ | --------------- | --------------- |
| Martin Giguère (Sortant) | Sans opposition | Sans opposition |

| Candidats conseiller #3 | Vote            | %               |
| ----------------------- | --------------- | --------------- |
| Gaétan Gagnon (Sortant) | Sans opposition | Sans opposition |

| Candidats conseiller #4 | Vote            | %               |
| ----------------------- | --------------- | --------------- |
| Rock Couët              | Sans opposition | Sans opposition |

| Candidats conseiller #5 | Vote            | %               |
| ----------------------- | --------------- | --------------- |
| Pascal Cliche           | Sans opposition | Sans opposition |

| Candidats conseiller #6  | Vote            | %               |
| ------------------------ | --------------- | --------------- |
| Carole Gagnon (Sortante) | Sans opposition | Sans opposition |

## Lac-Mégantic
Élection reportée en 2015 en raison de l'accident ferroviaire du 6 juillet 2013.
| Candidats pour la mairie      | Vote  | %     |
| ----------------------------- | ----- | ----- |
| Jean-Guy Cloutier             | 1 849 | 89,38 |
| Pierre Deschamps              | 220   | 10,63 |
| Taux de participation : n/d % |       |       |

| Candidats District #1 - Agnès | Vote            | %               |
| ----------------------------- | --------------- | --------------- |
| Jean Cloutier                 | Sans opposition | Sans opposition |

| Candidats District #2 - Fatima | Vote | %     |
| ------------------------------ | ---- | ----- |
| Jasmin Brière                  | 235  | 83,63 |
| Mario Lacasse                  | 46   | 16,37 |

| Candidats District #3 - Centre-ville | Vote | %     |
| ------------------------------------ | ---- | ----- |
| Pierre Mercier                       | 248  | 59,90 |
| André Desjardins                     | 166  | 40,10 |

| Candidats District #4 - Québec-Central | Vote | %     |
| -------------------------------------- | ---- | ----- |
| Jean Bilodeau                          | 140  | 54,05 |
| Jean-Pierre Robitaille                 | 61   | 23,55 |
| Laval jr Fortier                       | 58   | 22,39 |

| Candidats District #5 - Vieux-Nord | Vote            | %               |
| ---------------------------------- | --------------- | --------------- |
| Pierre Latulippe                   | Sans opposition | Sans opposition |

| Candidats District #6 - Montignac | Vote            | %               |
| --------------------------------- | --------------- | --------------- |
| Julie Morin                       | Sans opposition | Sans opposition |

## Lambton
| Candidats pour la mairie   | Vote            | %               |
| -------------------------- | --------------- | --------------- |
| Ghislain Breton (Sortante) | Sans opposition | Sans opposition |

| Candidats conseiller #1 | Vote            | %               |
| ----------------------- | --------------- | --------------- |
| Roch Lachance (Sortant) | Sans opposition | Sans opposition |

| Candidats conseiller #2 | Vote | %     |
| ----------------------- | ---- | ----- |
| Gilles Racine           | 454  | 66,96 |
| Odette Michaud          | 224  | 33,04 |

| Candidats conseiller #3 | Vote            | %               |
| ----------------------- | --------------- | --------------- |
| Réal Veilleux (Sortant) | Sans opposition | Sans opposition |

| Candidats conseiller #4 | Vote            | %               |
| ----------------------- | --------------- | --------------- |
| Hélène Chagnon          | Sans opposition | Sans opposition |

| Candidats conseiller #5     | Vote | %     |
| --------------------------- | ---- | ----- |
| Normand St-Pierre (Sortant) | 351  | 51,77 |
| Michel Lamontagne           | 327  | 48,23 |

| Candidats conseiller #6   | Vote            | %               |
| ------------------------- | --------------- | --------------- |
| Louise DeBlois (Sortante) | Sans opposition | Sans opposition |

## Marston
| Candidats pour la mairie       | Vote | %     |
| ------------------------------ | ---- | ----- |
| Paul Henri Guillemette         | 139  | 51,29 |
| Marc Rodrigue                  | 132  | 48,71 |
| Taux de participation : 45,6 % |      |       |

| Candidats conseiller #1 | Vote            | %               |
| ----------------------- | --------------- | --------------- |
| Paul Morin (Sortant)    | Sans opposition | Sans opposition |

| Candidats conseiller #2 | Vote            | %               |
| ----------------------- | --------------- | --------------- |
| Claude Roy              | Sans opposition | Sans opposition |

| Candidats conseiller #3 | Vote            | %               |
| ----------------------- | --------------- | --------------- |
| Jean Lavigne            | Sans opposition | Sans opposition |

| Candidats conseiller #4 | Vote | %     |
| ----------------------- | ---- | ----- |
| Yves Chouinard          | 187  | 68,75 |
| Yvan Rhéaume            | 85   | 31,25 |

| Candidats conseiller #5 | Vote            | %               |
| ----------------------- | --------------- | --------------- |
| Esther Arguin (Sortant) | Sans opposition | Sans opposition |

| Candidats conseiller #6 | Vote            | %               |
| ----------------------- | --------------- | --------------- |
| Daniel Roy (Sortant)    | Sans opposition | Sans opposition |

Nomination de Claude Roy, conseiller #2, à titre de pro-maire le 14 décembre 2016.
- Rendue nécessaire en raison de la démission du maire Paul-Henri Guillemette pour raison de santé en 2013[2].

| Candidats pour la mairie              | Vote            | %               |
| ------------------------------------- | --------------- | --------------- |
| Claude Roy (Sortant d'un autre poste) | Sans opposition | Sans opposition |

## Milan
| Candidats pour la mairie       | Vote | %     |
| ------------------------------ | ---- | ----- |
| Yves d'Anjou                   | 96   | 54,24 |
| Linda Therrien                 | 44   | 24,86 |
| Claude Turcotte (Sortant)      | 37   | 20,90 |
| Taux de participation : 63,1 % |      |       |

| Candidats conseiller #1                 | Vote            | %               |
| --------------------------------------- | --------------- | --------------- |
| Louiselle Gazaille Rouillard (Sortante) | Sans opposition | Sans opposition |

| Candidats conseiller #2 | Vote            | %               |
| ----------------------- | --------------- | --------------- |
| Armelle Ruaudel         | Sans opposition | Sans opposition |

| Candidats conseiller #3 | Vote            | %               |
| ----------------------- | --------------- | --------------- |
| Nathalie Laplante       | Sans opposition | Sans opposition |

| Candidats conseiller #4 | Vote | %     |
| ----------------------- | ---- | ----- |
| Ghislain Paré           | 140  | 79,10 |
| Daniel Nadeau           | 37   | 20,90 |

| Candidats conseiller #5   | Vote | %     |
| ------------------------- | ---- | ----- |
| Jacques Bergeron          | 134  | 76,14 |
| Maurice Proteau (Sortant) | 42   | 23,86 |

| Candidats conseiller #6  | Vote            | %               |
| ------------------------ | --------------- | --------------- |
| Richard Nadeau (Sortant) | Sans opposition | Sans opposition |

## Nantes
| Candidats pour la mairie        | Vote | %     |
| ------------------------------- | ---- | ----- |
| Jacques Breton                  | 302  | 65,51 |
| Francine Poulin                 | 159  | 34,49 |
| Taux de participation : 34,49 % |      |       |

| Candidats conseiller #1 | Vote            | %               |
| ----------------------- | --------------- | --------------- |
| Éric Côté (Sortant)     | Sans opposition | Sans opposition |

| Candidats conseiller #2  | Vote            | %               |
| ------------------------ | --------------- | --------------- |
| Bruneau Hébert (Sortant) | Sans opposition | Sans opposition |

| Candidats conseiller #3 | Vote            | %               |
| ----------------------- | --------------- | --------------- |
| Claude Poulin (Sortant) | Sans opposition | Sans opposition |

| Candidats conseiller #4  | Vote | %     |
| ------------------------ | ---- | ----- |
| Yvan Arsenault (Sortant) | 39   | 65,00 |
| Sylvain Gilbert          | 21   | 35,00 |

| Candidats conseiller #5  | Vote | %     |
| ------------------------ | ---- | ----- |
| André Dallaire (Sortant) | 44   | 50,00 |
| Adrien Quirion           | 44   | 50,00 |

| Candidats conseiller #6 | Vote            | %               |
| ----------------------- | --------------- | --------------- |
| Lynda Bouffard          | Sans opposition | Sans opposition |

## Notre-Dame-des-Bois
| Candidats pour la mairie       | Vote | %     |
| ------------------------------ | ---- | ----- |
| Yvan Goyette                   | 295  | 54,03 |
| Jean-Louis Gobeil (Sortant)    | 251  | 45,97 |
| Taux de participation : 63,5 % |      |       |

| Candidats conseiller #1   | Vote | %     |
| ------------------------- | ---- | ----- |
| Julie Demers              | 57   | 57,00 |
| Hélène Prévost (Sortante) | 43   | 43,00 |

| Candidats conseiller #2  | Vote | %     |
| ------------------------ | ---- | ----- |
| Joanne Savage (Sortante) | 47   | 73,44 |
| Roger Pépin              | 17   | 26,56 |

| Candidats conseiller #3 | Vote | %     |
| ----------------------- | ---- | ----- |
| Rita Fortier            | 56   | 62,22 |
| France Dumont           | 34   | 37,78 |

| Candidats conseiller #4       | Vote | %     |
| ----------------------------- | ---- | ----- |
| Marc-André Vallières          | 64   | 50,79 |
| Sylvie Charbonneau (Sortante) | 62   | 49,21 |

| Candidats conseiller #5 | Vote | %     |
| ----------------------- | ---- | ----- |
| Raymond Goyette         | 63   | 55,75 |
| Alfred Junior Beaudin   | 50   | 44,25 |

| Candidats conseiller #6 | Vote | %     |
| ----------------------- | ---- | ----- |
| Jean-Guy Noël           | 34   | 66,67 |
| Donald Simard (Sortant) | 17   | 33,33 |

## Piopolis
| Candidats pour la mairie | Vote            | %               |
| ------------------------ | --------------- | --------------- |
| Fernand Roy              | Sans opposition | Sans opposition |

| Candidats conseiller #1           | Vote            | %               |
| --------------------------------- | --------------- | --------------- |
| Marie Poissant Manning (Sortante) | Sans opposition | Sans opposition |

| Candidats conseiller #2   | Vote            | %               |
| ------------------------- | --------------- | --------------- |
| Germain Grenier (Sortant) | Sans opposition | Sans opposition |

| Candidats conseiller #3           | Vote            | %               |
| --------------------------------- | --------------- | --------------- |
| Marie-Claire Thivierge (Sortante) | Sans opposition | Sans opposition |

| Candidats conseiller #4 | Vote            | %               |
| ----------------------- | --------------- | --------------- |
| Jean-Marc De Raeve      | Sans opposition | Sans opposition |

| Candidats conseiller #5 | Vote            | %               |
| ----------------------- | --------------- | --------------- |
| Luc Beaulé (Sortant)    | Sans opposition | Sans opposition |

| Candidats conseiller #6 | Vote            | %               |
| ----------------------- | --------------- | --------------- |
| Marc Beaulé             | Sans opposition | Sans opposition |

## Saint-Augustin-de-Woburn
| Candidats pour la mairie       | Vote | %     |
| ------------------------------ | ---- | ----- |
| Raoul Proteau                  | 170  | 60,71 |
| Guy Brousseau                  | 110  | 39,29 |
| Taux de participation : 50,4 % |      |       |

| Candidats conseiller #1 | Vote            | %               |
| ----------------------- | --------------- | --------------- |
| Aline Maheux (Sortante) | Sans opposition | Sans opposition |

| Candidats conseiller #2 | Vote | % |
| ----------------------- | ---- | - |
| Aucune candidature      |      |   |

| Candidats conseiller #3  | Vote            | %               |
| ------------------------ | --------------- | --------------- |
| Claude Drapeau (Sortant) | Sans opposition | Sans opposition |

| Candidats conseiller #4 | Vote            | %               |
| ----------------------- | --------------- | --------------- |
| Carl Pépin              | Sans opposition | Sans opposition |

| Candidats conseiller #5 | Vote            | %               |
| ----------------------- | --------------- | --------------- |
| Josiane Gosselin        | Sans opposition | Sans opposition |

| Candidats conseiller #6 | Vote            | %               |
| ----------------------- | --------------- | --------------- |
| Réjean Dumont           | Sans opposition | Sans opposition |

## Saint-Ludger
| Candidats pour la mairie   | Vote | % |
| -------------------------- | ---- | - |
| Aucun candidat à la mairie |      |   |

| Candidats conseiller #1 | Vote            | %               |
| ----------------------- | --------------- | --------------- |
| Bernard Rodrigue        | Sans opposition | Sans opposition |

| Candidats conseiller #2 | Vote | %     |
| ----------------------- | ---- | ----- |
| Denis Poulin            | 309  | 80,89 |
| Gino Pépin (Sortant)    | 73   | 19,11 |

| Candidats conseiller #3      | Vote            | %               |
| ---------------------------- | --------------- | --------------- |
| Jean-Luc Boulanger (Sortant) | Sans opposition | Sans opposition |

| Candidats conseiller #4  | Vote | %     |
| ------------------------ | ---- | ----- |
| Monique Phérivong Lenoir | 192  | 50,13 |
| Bernard Therrien         | 191  | 49,87 |

| Candidats conseiller #5 | Vote            | %               |
| ----------------------- | --------------- | --------------- |
| Roger Nadeau (Sortant)  | Sans opposition | Sans opposition |

| Candidats conseiller #6    | Vote            | %               |
| -------------------------- | --------------- | --------------- |
| Huguette Robert (Sortante) | Sans opposition | Sans opposition |

## Saint-Robert-Bellarmin
| Candidats pour la mairie       | Vote | %     |
| ------------------------------ | ---- | ----- |
| Jeannot Lachance (Sortant)     | 183  | 43,99 |
| Michel Poulin                  | 131  | 31,49 |
| Josette Poulin                 | 102  | 24,52 |
| Taux de participation : 75,4 % |      |       |

| Candidats conseiller #1 | Vote | %     |
| ----------------------- | ---- | ----- |
| Gilbert Gagné (Sortant) | 273  | 65,63 |
| Roger Poulin            | 143  | 34,38 |

| Candidats conseiller #2 | Vote | % |
| ----------------------- | ---- | - |
| Aucune candidature      |      |   |

| Candidats conseiller #3 | Vote            | %               |
| ----------------------- | --------------- | --------------- |
| Robert Jolin (Sortant)  | Sans opposition | Sans opposition |

| Candidats conseiller #4  | Vote | %     |
| ------------------------ | ---- | ----- |
| Maurice Poulin (Sortant) | 221  | 53,38 |
| Noëlla Lachance          | 193  | 46,62 |

| Candidats conseiller #5 | Vote            | %               |
| ----------------------- | --------------- | --------------- |
| Jean-Luc Nadeau         | Sans opposition | Sans opposition |

| Candidats conseiller #6 | Vote | % |
| ----------------------- | ---- | - |
| Aucune candidature      |      |   |

## Saint-Romain
| Candidats pour la mairie   | Vote            | %               |
| -------------------------- | --------------- | --------------- |
| Jean-Luc Fillion (Sortant) | Sans opposition | Sans opposition |

| Candidats conseiller #1 | Vote            | %               |
| ----------------------- | --------------- | --------------- |
| Cédric Hallée (Sortant) | Sans opposition | Sans opposition |

| Candidats conseiller #2  | Vote            | %               |
| ------------------------ | --------------- | --------------- |
| Hélène Breton (Sortante) | Sans opposition | Sans opposition |

| Candidats conseiller #3  | Vote            | %               |
| ------------------------ | --------------- | --------------- |
| Gérard Jacques (Sortant) | Sans opposition | Sans opposition |

| Candidats conseiller #4  | Vote            | %               |
| ------------------------ | --------------- | --------------- |
| Claude Richard (Sortant) | Sans opposition | Sans opposition |

| Candidats conseiller #5 | Vote            | %               |
| ----------------------- | --------------- | --------------- |
| Émile Baillargeon       | Sans opposition | Sans opposition |

| Candidats conseiller #6 | Vote            | %               |
| ----------------------- | --------------- | --------------- |
| André Tardif (Sortant)  | Sans opposition | Sans opposition |

## Saint-Sébastien
| Candidats pour la mairie       | Vote | %     |
| ------------------------------ | ---- | ----- |
| France Bisson                  | 326  | 85,79 |
| André Girard                   | 54   | 14,21 |
| Taux de participation : 63,4 % |      |       |

| Candidats conseiller #1  | Vote            | %               |
| ------------------------ | --------------- | --------------- |
| Pierre Lacroix (Sortant) | Sans opposition | Sans opposition |

| Candidats conseiller #2   | Vote            | %               |
| ------------------------- | --------------- | --------------- |
| Isabelle Morin (Sortante) | Sans opposition | Sans opposition |

| Candidats conseiller #3      | Vote            | %               |
| ---------------------------- | --------------- | --------------- |
| Marjolaine Allard (Sortante) | Sans opposition | Sans opposition |

| Candidats conseiller #4 | Vote            | %               |
| ----------------------- | --------------- | --------------- |
| Nicolas Blouin          | Sans opposition | Sans opposition |

| Candidats conseiller #5  | Vote            | %               |
| ------------------------ | --------------- | --------------- |
| Roland Bernard (Sortant) | Sans opposition | Sans opposition |

| Candidats conseiller #6 | Vote | %     |
| ----------------------- | ---- | ----- |
| Caroline Fillion        | 242  | 64,88 |
| Josée Breton            | 131  | 35,12 |

## Sainte-Cécile-de-Whitton
| Candidats pour la mairie | Vote            | %               |
| ------------------------ | --------------- | --------------- |
| Diane Turgeon (Sortante) | Sans opposition | Sans opposition |

| Candidats conseiller #1 | Vote            | %               |
| ----------------------- | --------------- | --------------- |
| Linda Gosselin          | Sans opposition | Sans opposition |

| Candidats conseiller #2    | Vote            | %               |
| -------------------------- | --------------- | --------------- |
| Martin Boulanger (Sortant) | Sans opposition | Sans opposition |

| Candidats conseiller #3         | Vote            | %               |
| ------------------------------- | --------------- | --------------- |
| Jean-Philippe Bernier (Sortant) | Sans opposition | Sans opposition |

| Candidats conseiller #4 | Vote            | %               |
| ----------------------- | --------------- | --------------- |
| Esthelle Larouche       | Sans opposition | Sans opposition |

| Candidats conseiller #5 | Vote            | %               |
| ----------------------- | --------------- | --------------- |
| Dany Brisson (Sortant)  | Sans opposition | Sans opposition |

| Candidats conseiller #6  | Vote            | %               |
| ------------------------ | --------------- | --------------- |
| Réjean Couture (Sortant) | Sans opposition | Sans opposition |

## Stornoway
| Candidats pour la mairie     | Vote            | %               |
| ---------------------------- | --------------- | --------------- |
| Pierre-André Gagné (Sortant) | Sans opposition | Sans opposition |

| Candidats conseiller #1 | Vote            | %               |
| ----------------------- | --------------- | --------------- |
| Réal Bernard (Sortant)  | Sans opposition | Sans opposition |

| Candidats conseiller #2 | Vote            | %               |
| ----------------------- | --------------- | --------------- |
| Mario Bergeron          | Sans opposition | Sans opposition |

| Candidats conseiller #3 | Vote            | %               |
| ----------------------- | --------------- | --------------- |
| Micheline Charrier      | Sans opposition | Sans opposition |

| Candidats conseiller #4 | Vote | % |
| ----------------------- | ---- | - |
| Aucune candidature      |      |   |

| Candidats conseiller #5 | Vote | % |
| ----------------------- | ---- | - |
| Aucune candidature      |      |   |

| Candidats conseiller #6 | Vote | % |
| ----------------------- | ---- | - |
| Aucune candidature      |      |   |

## Stratford
| Partis                         | Partis              | Candidats pour la mairie | Vote | %     |
| ------------------------------ | ------------------- | ------------------------ | ---- | ----- |
|                                | Équité-Transparence | André Gamache (Sortant)  | 346  | 45,83 |
|                                | Vision - Action     | Gaétan Côté              | 320  | 42,38 |
|                                | Indépendant         | Maryse Lessard           | 89   | 11,79 |
| Taux de participation : 62,6 % |                     |                          |      |       |

| Partis | Partis              | Candidats conseiller #1 | Vote | %     |
| ------ | ------------------- | ----------------------- | ---- | ----- |
|        | Équité-Transparence | Simon Baillargeon       | 427  | 58,25 |
|        | Vision - Action     | Mario Poulin            | 306  | 41,75 |

| Partis | Partis              | Candidats conseiller #2 | Vote | %     |
| ------ | ------------------- | ----------------------- | ---- | ----- |
|        | Équité-Transparence | Sylvie Veilleux         | 429  | 58,37 |
|        | Indépendant         | Paul Richard            | 206  | 41,63 |

| Partis | Partis              | Candidats conseiller #3 | Vote | %     |
| ------ | ------------------- | ----------------------- | ---- | ----- |
|        | Vision - Action     | Richard Picard          | 398  | 53,64 |
|        | Équité-Transparence | Yvon Lacasse (Sortant)  | 344  | 46,36 |

| Partis | Partis              | Candidats conseiller #4 | Vote | %     |
| ------ | ------------------- | ----------------------- | ---- | ----- |
|        | Équité-Transparence | Daniel Poirier          | 376  | 50,81 |
|        | Vision - Action     | Stéphanie Bilodeau      | 364  | 49,19 |

| Partis | Partis              | Candidats conseiller #5 | Vote | %     |
| ------ | ------------------- | ----------------------- | ---- | ----- |
|        | Vision - Action     | Julie Marcotte          | 375  | 51,16 |
|        | Équité-Transparence | Pierre Morin            | 358  | 48,84 |

| Partis | Partis              | Candidats conseiller #6   | Vote            | %               |
| ------ | ------------------- | ------------------------- | --------------- | --------------- |
|        | Équité-Transparence | J.-Denis Picard (Sortant) | Sans opposition | Sans opposition |

## Val-Racine
| Candidats pour la mairie  | Vote            | %               |
| ------------------------- | --------------- | --------------- |
| Sonia Cloutier (Sortante) | Sans opposition | Sans opposition |

| Candidats conseiller #1      | Vote            | %               |
| ---------------------------- | --------------- | --------------- |
| Francyne Michaud Delongchamp | Sans opposition | Sans opposition |

| Candidats conseiller #2  | Vote            | %               |
| ------------------------ | --------------- | --------------- |
| Angèle Rivest (Sortante) | Sans opposition | Sans opposition |

| Candidats conseiller #3 | Vote            | %               |
| ----------------------- | --------------- | --------------- |
| Alain Côté (Sortant)    | Sans opposition | Sans opposition |

| Candidats conseiller #4       | Vote            | %               |
| ----------------------------- | --------------- | --------------- |
| Karo-Lyne Lachance (Sortante) | Sans opposition | Sans opposition |

| Candidats conseiller #5 | Vote            | %               |
| ----------------------- | --------------- | --------------- |
| Adrien Blouin (Sortant) | Sans opposition | Sans opposition |

| Candidats conseiller #6 | Vote            | %               |
| ----------------------- | --------------- | --------------- |
| Renaud Guay (Sortant)   | Sans opposition | Sans opposition |

Nomination par acclamation du conseiller et ancien maire Pierre Brosseau au poste de maire en décembre 2016.
- Nécessaire en raison de la démission de la mairesse Sonia Cloutier nommée directrice générale et secrétaire-trésorière de la MRC Le Granit[4].

| Candidats pour la mairie                   | Vote            | %               |
| ------------------------------------------ | --------------- | --------------- |
| Pierre Brosseau (Sortant d'un autre poste) | Sans opposition | Sans opposition |